# Cinema Astòria
El Cinema Astòria va ser una sala d'exhibició cinematogràfica situada al carrer de París, 193-197 de Barcelona, a l'edifici del mateix nom.

## Història
Va ser inaugurat el 29 de setembre de 1934 i tenia una capacitat de 923 localitats. La primera projecció va ser La comedia de la vida de Howard Hawks, tot i que el dia abans es va projectar en una sessió privada.
Va ser promogut per l'empresari Modest Castañé i Lloret, i la premsa el va batejar com un «Avenida 1934», en referència al cinema que la família Castañé havia obert feia uns anys a l'Avinguda del Paral·lel.
El 9 d'agost de 1936 es va incorporar una orquestra de jazz al cinema per posar fi a la desocupació dels músics. Durant la Guerra Civil, les projeccions consistien bàsicament en reposicions de diferents títols i gèneres. El 31 de gener del 1939 van començar una sèrie de sessions gratuïtes on es projectaven documentals de propaganda franquista.
Entre el 1942 i 1947 es van programar cicles de sessions de cinema d'autor i cine retrospectiu i modern.
El març del 1945, Modest Castañé va obrir una nova sala, l'Atlanta, i les dues van començar a programar conjuntament. Durant un temps, va programar conjuntament amb el cine Fémina i Cristina. Després del tancament d'aquest últim, l'Astoria va començar a programar en solitari.
L'abril del 1977 prengué la direcció de la sala l'empresa Cinesa. A partir d'aquell moment, començà a perdre la seva personalitat tant característica a causa del canvi de programació.
L'última projecció va ser el 28 de juny del 1999 amb La alegre divorciada, la primera pel·lícula d'èxit que es va projectar, en una sessió històrica i exclusiva per als lectors i subscriptors de La Vanguardia.
Encara es manté el Club Astoria, un petit bar situat a l'entresol del cinema, on es reunia la gent per comentar les pel·lícules.